# Out West with the Hardys
Out West with the Hardys is een film uit 1938 onder regie van George B. Seitz. Het is het vijfde deel uit de Andy Hardy-reeks, een filmreeks die uit 16 films bestond. Destijds werd de film in Nederland uitgebracht onder de titels In het Wilde Westen en Andy Hardy in het Wilde Westen.

## Verhaal
Als vader Hardy een brief ontvangt van zijn ex-vriendin Dora Northcote, besluit de familie Hardy naar haar ranch te reizen om haar en haar echtgenoot Bill op te zoeken. Dat koppel dreigt hun ranch te verliezen aan H.R. Bruxton, die dreigt hun waterleiding af te sluiten. Zoon Andy kan niet wachten een echte cowboy te worden en trekt dan ook ouderwetse kleding aan, terwijl de ranch zeer modern is. Hij hoopt een nieuwe scharrel tegen te komen na een ruzie met zijn vriendin Polly Benedict. Hij hoopt een aantrekkelijke dame tegen te komen, maar treft enkel Jake, de jonge dochter van voorman Ray Holt.
Terwijl Andy en Jake bevriend raken, wordt zus Marian verliefd op de inmiddels weduwnaar geworden Ray. Aangezien ze het onlangs heeft uitgemaakt met haar vriend Dennis Hunt, besluit ze haar zinnen op Ray te zetten. Ze worden verliefd en willen dolgraag trouwen. Vader Hardy beseft dat ze dan automatisch stiefmoeder zal worden. Om te zien of ze daar klaar voor is, geeft hij haar de opdracht een tijd met Jake door te brengen. Ze kunnen echter niet met elkaar overweg, waardoor Marian inziet dat ze niet wil trouwen met Ray.
Andy wil ondertussen nog ervaringen opdoen als cowboy en gaat paardrijden op Jakes paard. Wanneer dit een been breekt, is Jake ontroostbaar. Andy voelt zich schuldig en gebruikt het geld dat hij heeft gespaard voor een auto om de medische zorg te betalen. De ouders proberen ondertussen de familie Northcote te helpen door geld te investeren in onroerend goed. Dit plan blijkt echter een tegengestelde werking te hebben als nu de familie Hardy ook al haar geld riskeert te verliezen. Emily ontdekt echter een kaart, die de familie Northcote kan gebruiken om zelf water te halen. Allebei de families worden uiteindelijk gered van de financiële ondergang. Uiteindelijk herenigt Marian zich met Dennis en leggen Andy en Polly hun ruzie bij.

## Rolbezetting
| Acteur           | Personage                  |
| ---------------- | -------------------------- |
| Mickey Rooney    | Andrew 'Andy' Hardy        |
| Lewis Stone      | Judge James K. 'Jim' Hardy |
| Fay Holden       | Mrs. Emily Hardy           |
| Cecilia Parker   | Marian Hardy               |
| Ann Rutherford   | Polly Benedict             |
| Sara Haden       | Tante Milly Forrest        |
| Don Castle       | Dennis Hunt                |
| Virginia Weidler | 'Jake' Holt                |
| Gordon Jones     | Ray Holt                   |
| Ralph Morgan     | Bill Northcote             |
| Nana Bryant      | Dora Northcote             |

## Filmreeks
- A Family Affair (1937)
- You're Only Young Once (1937)
- Judge Hardy's Children (1938)
- Love Finds Andy Hardy (1938)
- Out West with the Hardys (1938)
- The Hardys Ride High (1939)
- Andy Hardy Gets Spring Fever (1939)
- Judge Hardy and Son (1939)
- Andy Hardy Meets Debutante (1940)
- Andy Hardy's Private Secretary (1941)
- Life Begins for Andy Hardy (1941)
- The Courtship of Andy Hardy (1942)
- Andy Hardy's Double Life (1942)
- Andy Hardy's Blonde Trouble (1944)
- Love Laughs at Andy Hardy (1946)
- Andy Hardy Comes Home (1958)